# Ohbaea balfourii
Ohbaea balfourii – gatunek byliny z rodziny gruboszowatych z monotypowego rodzaju Ohbaea V.V. Byalt & I.V. Sokolova, Kew Bull. 54: 476. 1999. Występuje w górach w Chinach – w zachodnim Syczuanie i północno-zachodnim Junnanie.

## Morfologia
PokrójZielna, naga bylina wyrastająca z grubego, choć krótkiego korzenia palowego.
LiścieSkrętoległe, mięsiste, spłaszczone, przyziemne skupione w rozecie, większe niż liście łodygowe. Rozeta przyziemna osiąga do 7 cm średnicy, a poszczególne liście do 3 cm długości, przy szerokości 0,5 cm. Na szczycie są nieco orzęsione.
KwiatyObupłciowe, zebrane w wierzchotkowaty kwiatostan wieńczący pojedynczą lub kilka łodyg, osiągających do 30 cm wysokości. Kwiaty krótkoszypułkowe, 5-krotne, rzadko 6-krotne. Działki kielicha nierówne, u nasady złączone, osiągają do 3 mm długości. Płatki korony wolne, żółte, osiągają do 7 mm długości. Pręcików jest dwa razy więcej niż płatków (10 lub 12), wyrastają w dwóch okółkach i są nieco krótsze od płatków. Łuski miodnikowe zwężają się równowąsko, osiągają 0,7 mm długości. Owocolistki zrośnięte u nasady, wzniesione, osiągają 5 mm wysokości. Zwieńczone są nitkami słupków długości 2 mm.
OwoceWielonasienne mieszki. Nasiona jajowate, gładkie, o długości 0,6 mm.

## Ekologia i zastosowanie
Roślina występuje w wąwozach, w murawach oraz na wychodniach skalnych na rzędnych do 2700 do 4000 m n.p.m. Kwitnie we wrześniu, owocuje w październiku.